# Elsholz (Wald)

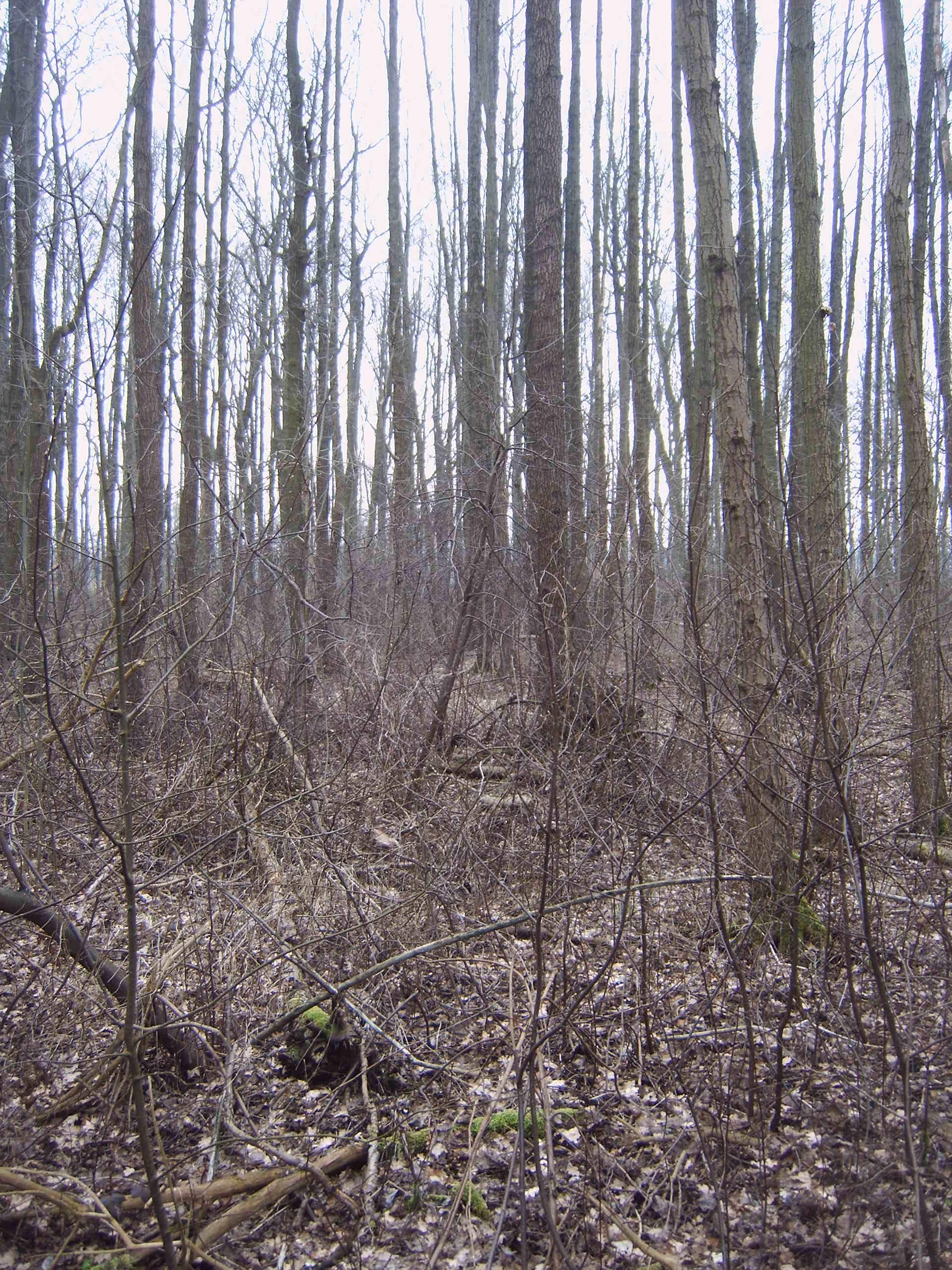
Blick in das Elsholz

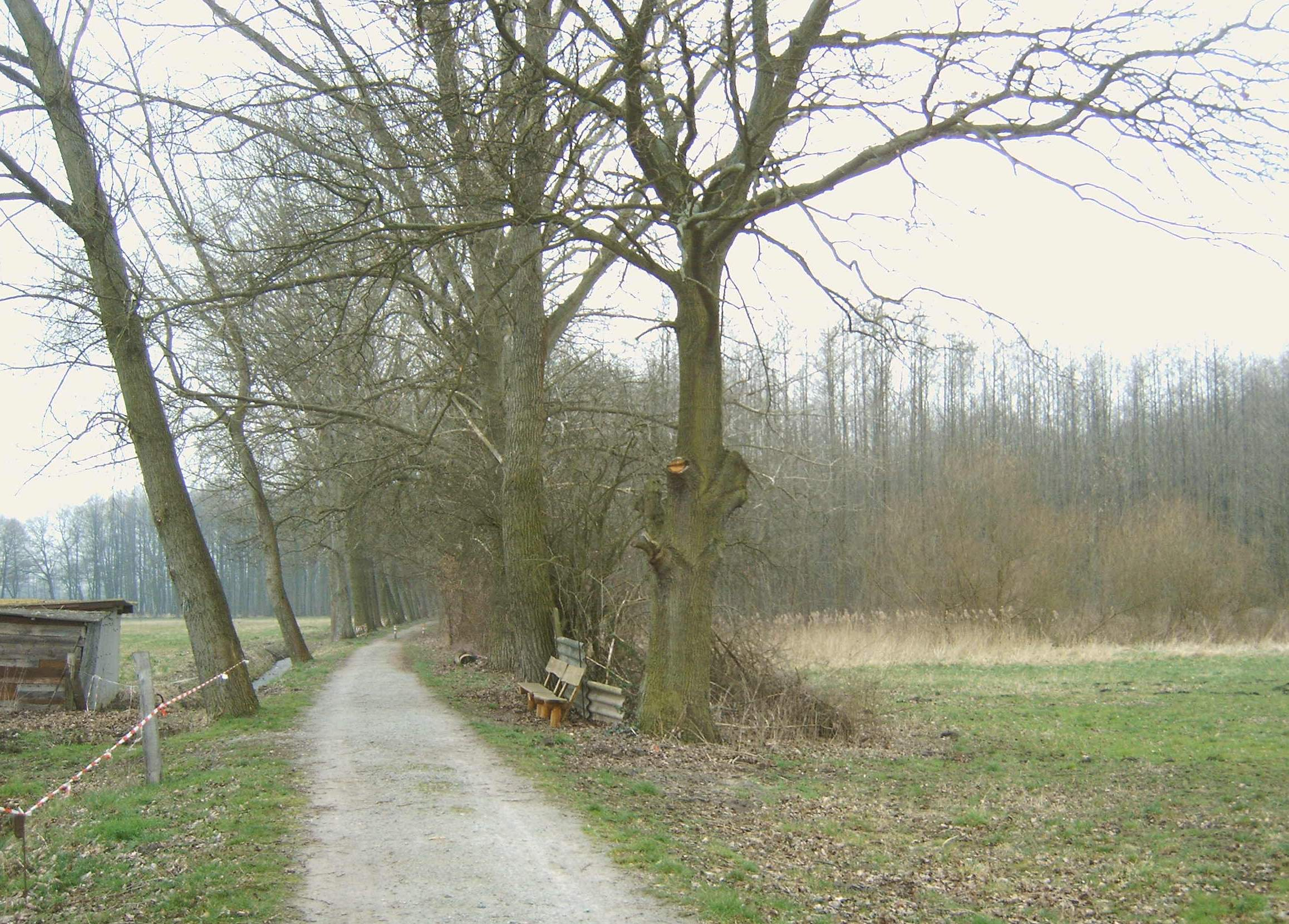
Weg von Dannefeld zum Elsholz

Das Elsholz ist ein als Naturdenkmal ausgewiesenes Waldstück südwestlich von Dannefeld in Sachsen-Anhalt.
Das ungefähr 80 Hektar große Naturschutzgebiet stellt ein Stück arttypischen Drömlings dar. Im Elsholz ist zu erahnen wie der Drömling vor seiner Entwässerung in weiten Teilen ausgesehen haben könnte.
Der Wald ist zu Fuß von Dannefeld her erreichbar. Ausschilderungen oder Hinweistafeln bestehen nicht.